# Zaburzenia z niedoboru jodu

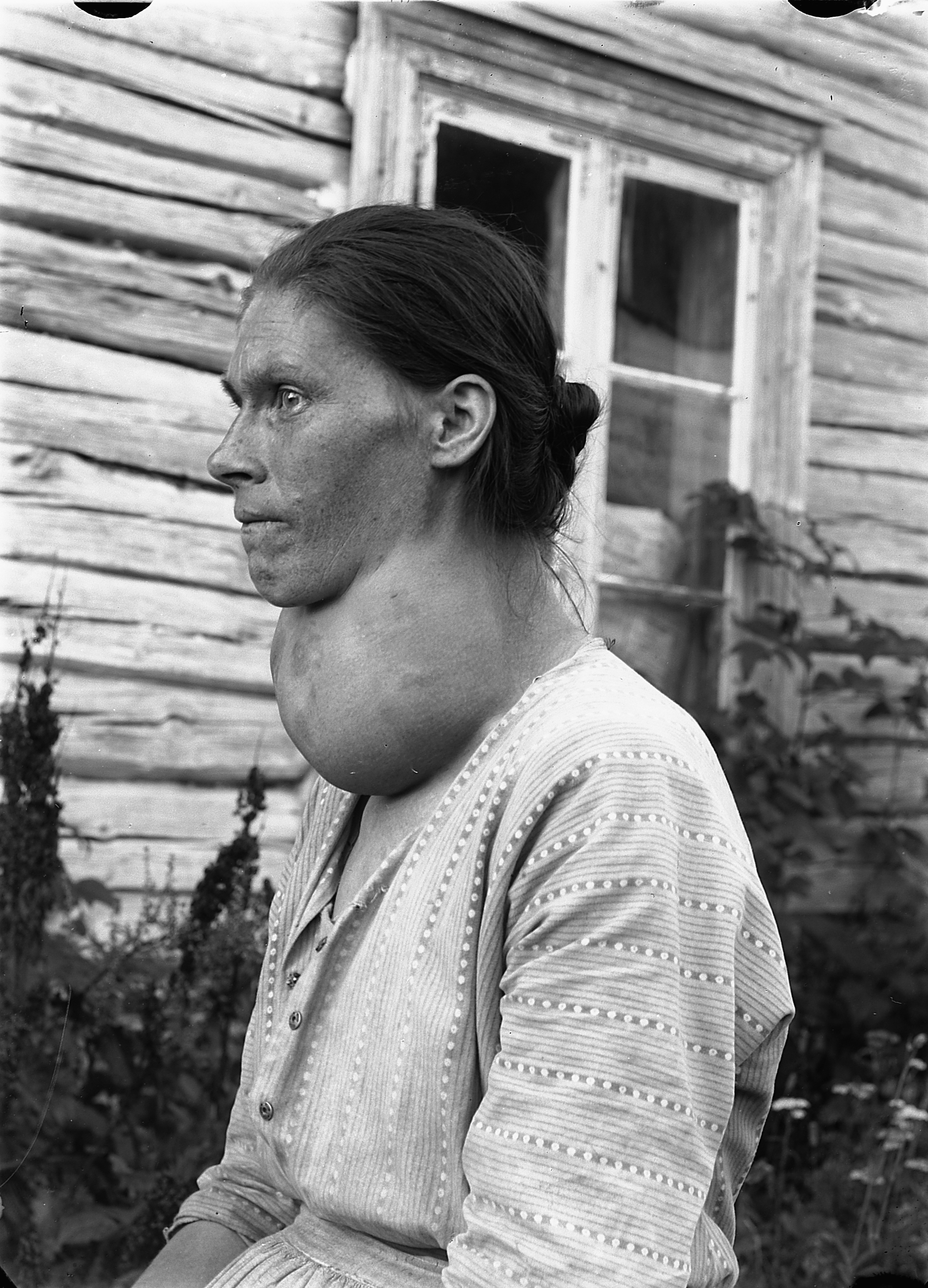
Kobieta z wolem, który powstał w wyniku niedoboru jodu w jej organizmie

Zaburzenia z niedoboru jodu (ang. iodine defficiency disorders, IDD) – zespół zaburzeń związany z niedoborem jodu, uważany przez WHO za grupę chorób społecznych o znaczeniu globalnym, gdyż według posiadanych przez nią danych, na świecie na niedobór jodu narażonych jest ponad 2 miliardy ludzi (ponad 35% populacji światowej), w tym około 300 milionów dzieci.

## Patofizjologia niedoboru jodu
Najbardziej niebezpieczny jest niedobór jodu w trakcie ciąży, gdyż może doprowadzać w sposób bezpośredni do zaburzeń rozwoju płodu, których najcięższą postacią jest wrodzony zespół niedoboru jodu.
U dorosłych niedobór jodu prowadzi do zmniejszonej syntezy hormonów tarczycy i głównym syntetyzowanym hormonem staje się T3, podczas gdy w warunkach prawidłowych synteza T3 stanowi jedynie 10 - 15% ogólnej ilości hormonów tarczycy (głównym produkowanym hormonem w warunkach prawidłowych jest T4). 
Stopniowo rozwija się wole tarczycy. Według klasyfikacji WHO, najprostszy sposób klasyfikacji stopnia zaawansowania rozwoju wola przedstawia się następująco:
- stopień 0 - brak wola
- stopień 1 - wole wyczuwalne palpacyjnie, ale niewidoczne
- stopień 2 - wole widoczne przy przełykaniu śliny

## Diagnostyka niedoboru jodu
Oprócz powyżej opisanej klasyfikacji niedoboru, opartej na kryterium wielkości tarczycy w badaniu palpacyjnym, zdecydowanie bardziej dokładnym jest ocena objętości tarczycy na podstawie pomiarów uzyskanych w trakcie badania USG szyi.
Można również ocenić niedobór jodu na podstawie badanie zawartości jodu w moczu. W warunkach prawidłowych (czyli braku niedoboru jodu), zawartość jodu w moczu przekracza 100 μg/l.
O niedoborze jodu świadczy również poziom TSH przekraczający 5 mj.m/l.

## Profilaktyka niedoboru jodu

### Rys historyczny
W Polsce po raz pierwszy wprowadzono profilaktykę niedoboru jodu w 1935, kiedy to rozpoczęto profilaktyczne jodowanie soli kuchennej na terenach endemicznego występowania wola, głównie w rejonie Karpat. W latach powojennych zaniechano jodowania soli kuchennej. W 1989 wprowadzono nieobligatoryjne zalecenia jodowania soli. W latach 1992–1993 w trakcie badań populacyjnych, stwierdzono niedobór jodu na obszarze całej Polski (zwłaszcza w rejonie Karpat). W 1996 rozporządzeniem Ministra Zdrowia i Opieki Zdrowotnej wprowadzono zakaz produkcji i wprowadzaniu do obrotu soli kuchennej bez dodatku jodku potasu. Rozporządzenie weszło w życie 1 stycznia 1997 i nadal jest obowiązujące.

### Obecna[kiedy?]profilaktyka niedoboru jodu
- obowiązkowe jodowanie soli kuchennej w ilości 30 (+/- 10)mg jodku potasu na kilogram soli kuchennej
- jodowanie mieszanek mlekozastępczych dla niemowląt
- zalecenie przyjmowania 100 - 150 μg jodu w postaci jodu przez kobiety w ciąży i okresie karmienia
- zalecenia spożywania przez całą populację produktów bogatych w jod

## Leczenie
W przypadku objawów niedoczynności tarczycy spowodowanej niedoborem jodu, konieczne jest stosowanie preparatów jodu lub tyroksyny (kobiety w ciąży bezwzględnie).
Wystarczającą dawką tyroksyny jest 50-100 μg/dobę.

## Możliwe powikłania
Długotrwałe stosowanie jodu może doprowadzić do rozwoju nadczynności tarczycy. W Polsce w latach 2000–2001 przeprowadzono badania populacyjne, które wykluczyły, aby przewlekła suplementacja jodu niosła ryzyko rozwoju nadczynności tarczycy. Tym samym uznano obowiązujący w Polsce model profilaktyczny za bezpieczny.

Przeczytaj ostrzeżenie dotyczące informacji medycznych i pokrewnych zamieszczonych w Wikipedii.